# Maiski (Adiguèsia)
|  | Per a altres significats, vegeu «Maiski». |

Maiski - Майский (rus) és un possiólok de la República d'Adiguèsia, a Rússia. Es troba a la vora dreta del riu Txokhrak, a 14 km al nord-oest de Koixekhabl i a 40 km al nord-est de Maikop.
Pertanyen a aquest municipi els khútors de Krasni i Txókhrak.